# Dia de la Victòria a Corea del Nord
El Dia de la Victòria en la Gran Guerra Patriòtica d'Alliberament (en coreà: 조국해방전쟁 승리 기념일) és una festa nacional de Corea del Nord que se celebra el dia 27 de juliol per commemorar l'inici de l'armistici entre aquest país i Corea del Sud i pausar així la Guerra de Corea, conflicte armat que va tenir lloc entre els anys 1950 i 1953.
En aquest dia se celebren cerimònies en la capital nord-coreana Pyongyang, i en el Memorial de la Gran Guerra Patriòtica d'Alliberament. El conflicte bèl·lic va enfrontar la República de Corea (Corea del Sud), amb el suport dels Estats Units i de l'ONU, contra la República Popular de Corea (Corea del Nord), país que va rebre suport de la República Popular de la Xina, i ajuda de la Unió Soviètica. La guerra va ser el resultat de la divisió de la península de Corea per un acord entre els vencedors de la Segona Guerra Mundial, després de la conclusió de la Guerra del Pacífic.
L'armistici que es commemora durant aquest dia es va crear i firmar per assegurar la suspensió d'hostilitats i atacs armats a la península de Corea fins que es pogués fer efectiu un tractat de pau definitiu entre les parts. Encara que actualment la situació de conflicte directe a la península és gairebé inexistent, oficialment no s'ha arribat a cap tractat de pau i, per tant, tots dos Estats continuen tècnicament en guerra.